# Amylocorticium suaveolens
Amylocorticium suaveolens är en svampart som beskrevs av Parmasto 1968. Amylocorticium suaveolens ingår i släktet Amylocorticium och familjen Amylocorticiaceae.   Inga underarter finns listade i Catalogue of Life.